# Rotarijci
Rotárijci so člani Rotary kluba (Rotary International), mednarodnega posvetnega dobrodelnega združenja poklicno uspešnih predstavnikov različnih poklicev, ki so predani humanitarni dejavnosti. Spodbujajo visoke etične standarde v poklicnem in družbenem življenju in razširjajo razumevanje, dobronamernosti in mir po svetu. Preko 36.000 klubov združuje več kot 1,2 mio ljudi, ne glede na raso, vero, spol ali politično pripadnost. Sestajajo se tedensko ob zajtrku, kosilu ali večerji.

## Slovenski Rotary International

### Zgodovina
15. novembra 2020 je rotary Slovenije praznoval 90 letnico delovanja. Na praznovanju sta sodelovala tudi predsednik Rotary International g. Holger Knaack in predsednik Republike Slovenije g. Borut Pahor.

### Organizacija
Interact, Rotaract

## Galerija
- Dusan Peterkovic, Guverner Distrikta 1912, za obdobje 2021/2022
- Rade Hristovski, Guverner Distrikta 1912, za obdobje 2022/2023
- Rade Hristovski Rotary District 1912 North Macedonia & Slovenija